# 瑞士电信
瑞士電信（Swisscom AG）是瑞士的主要電信供應商之一，和瑞士郵政一樣為原國企PTT的一部分。其總部位于伯爾尼附近的伊蒂根。2006年瑞士聯邦委員會曾提案要讓其完全私有化，但後來自行撤销提案。現在瑞士政府仍持有其51.0%的股份。

## 外部連結
- www.swisscom.ch —Company site
- www.bics.com （页面存档备份，存于） —BICS.com